# جائزة نقابة ممثلي الشاشة لأفضل أداء جماعي في مسلسل درامي
جائزة نقابة ممثلي الشاشة لأفضل أداء لطاقم (أو فرقة) في مسلسل درامي (بالإنجليزية: The Screen Actors Guild Award for Outstanding Performance by a Cast (or Ensemble) in a Drama Series) هي جائزة تمنحها نقابة ممثلي الشاشة لتكريم أفضل الإنجازات التمثيلية الجماعية في المسلسلات الدرامية.

## وصلات خارجية
- الموقع الرسمي لجوائز نقابة ممثلي الشاشة